# Dichrooscytus maculatus
Dichrooscytus maculatus är en insektsart som beskrevs av Van Duzee 1912. Dichrooscytus maculatus ingår i släktet Dichrooscytus och familjen ängsskinnbaggar. Inga underarter finns listade i Catalogue of Life.